# OutRun 2
《OutRun 2》是一款由世嘉AM2公司制作、世嘉发行的竞速游戏。本游戏最初于2003年12月在街机上发行。 后移植至Xbox。